# Leroy Little Bear
Leroy Little Bear é um pesquisador Blackfoot, professor emérito da Universidade de Lethbridge, membro fundador do primeiro Departamento de Estudos Nativos Americanos do Canadá e líder reconhecido e defensor da educação, direitos, autogoverno, língua e cultura das Primeiras Nações .   Ele recebeu inúmeros prêmios e reconhecimento por seu trabalho, incluindo a Ordem dos Oficiais do Canadá e a Ordem de Excelência de Alberta .  

## Vida pessoal
Little Bear nasceu e foi criado na Primeira Nação Kainai em Alberta, Canadá.  Little Bear era um dos sete filhos.  Ele frequentou a escola residencial da reserva. 
Ele foi uma das primeiras pessoas das Primeiras Nações a se formar na Universidade de Lethbridge, concluindo o Bacharelado em Artes em 1971. Ele passou a completar um Juris Doctor Degree na Faculdade de Direito da Universidade de Utah em 1975.

## Carreira
Little Bear foi membro fundador do Departamento de Estudos Nativos Americanos da Universidade de Lethbridge. Ele foi chefe do departamento por 21 anos. Ele passou a ser o diretor fundador do Programa Nativo Americano da Universidade de Harvard .
Com experiência e treinamento em direito, Little Bear fez contribuições significativas nas áreas de direitos constitucionais, justiça e autodeterminação das Primeiras Nações.  Ele desempenhou um papel significativo nas mudanças constitucionais do Canadá. Ele aconselhou a National Indian Brotherhood na transferência da legislação fundadora do Canadá, o British North America Act, da autoridade britânica para a canadense. Ele continuou a atuar como consultor jurídico. A Little Bear ofereceu planejamento estratégico e consultoria para os Tratados 6, 7 e 8.  Little Bear foi membro da equipe jurídica que trabalhou para negociar a Seção 35 da Constituição do Canadá de 1981 a 1987.  A Seção 35 reconhece e consagra os direitos indígenas. Little Bear se tornou o primeiro indígena citado na Suprema Corte do Canadá com seu artigo de 1977, A Native Concept of Title .   Ele escreveu o Kainaisini, a estrutura constitucional para a governança da Tribo de Sangue, em 1984, e a Comissão de Polícia da Tribo de Sangue em 1985.  Ele redigiu a declaração para restabelecer formalmente a Confederação Blackfoot em 2000. 
Um forte defensor do apoio às visões de mundo indígenas na educação, especialmente por meio da linguagem. Ele vê a compreensão das cosmovisões como a chave para o trabalho da verdade e da reconciliação no Canadá. Ele afirmou: “A melhor maneira de mudar as formas de pensar é mudar as formas de pensar”, disse ele à platéia. “Mudar o idioma e pensar em um novo idioma é a melhor maneira de realizar essa noção de renovação.”
Little Bear se aposentou da Universidade de Lethbridge em 1997, mas continua ativo em várias áreas.
Um pesquisador e escritor ativo, Little Bear escreveu vários artigos e livros sobre tópicos como autogovernança e a relação entre o governo federal canadense e as Primeiras Nações.
Little Bear é membro do Painel Consultivo de Sabedoria Indígena, um painel patrocinado pelo governo de Alberta e trabalha para trazer perspectivas indígenas para o monitoramento ambiental.  Por exemplo, identificar e examinar os impactos da indústria de petróleo e gás na terra a partir de uma visão de mundo indígena, bem como de uma perspectiva científica.

## Ativismo
Dr. Little Bear tem contribuído para o ativismo indígena em nível internacional e nacional. ele trabalhou com as Nações Unidas para ajudar a estabelecer um grupo de trabalho sobre populações indígenas.  Este grupo de trabalho originou o conceito e criou o rascunho inicial da Declaração das Nações Unidas sobre os Direitos dos Povos Indígenas (UNDRIP).  Little Bear também contribuiu com várias publicações sobre questões de justiça criminal, terras e títulos aborígines e direitos de pesca para a Comissão Real dos Povos Aborígines. 
Little Bear desempenhou um papel fundamental no reconhecimento do impacto cultural do búfalo nas Primeiras Nações da América do Norte. Ele co-instigou e foi o autor do Tratado do Búfalo, um tratado entre 13 Primeiras Nações da América do Norte para reintroduzir o búfalo de volta em suas respectivas terras.  Ele também é o fundador e presidente do International Buffalo Relations Institute. 

## Prêmios e reconhecimento
- Little Bear possui doutorado honorário da University of Northern British Columbia e da University of Lethbridge .
- Ele detém as chaves da cidade de Lethbridge.
- A Universidade de Lethbridge Distinguished Alumnus of the Year Award (2003)
- Prêmio Nacional de Conquistas Aborígenes em Educação (2003)

## Escritos selecionados
- Little Bear, Leroy; Boldt, Menno; Long, J. Anthony (1988). Governments in conflict?: provinces and Indian nations in Canada. Toronto: University of Toronto. ISBN 978-0-8020-5779-2 Verifique o valor de |url-access=registration (ajuda)
- Little Bear, Leroy (1992). Pathways to self-determination: Canadian Indians and the Canadian state. Toronto: Univ. of Toronto Press. ISBN 978-0-8020-2524-1 Verifique o valor de |url-access=registration (ajuda)
- Little Bear, Leroy (2012). «Traditional Knowledge and Humanities: A Perspective by a Blackfoot». Journal of Chinese Philosophy. 39 (4): 518–527. doi:10.1111/j.1540-6253.2012.01742.x
- Little Bear, Leroy (1994). The relationship of aboriginal people to the land and the aboriginal perspective on aboriginal title. Ottawa, Ont.: publisher not identified
- Little Bear, Leroy (2009). Naturalizing indigenous knowledge: synthesis paper. Saskatoon, Sask.: Canadian Council on Learning. Aboriginal Learning Knowledge Centre. Consultado em 16 de março de 2019
- Little Bear, Leroy (2004). «Aboriginal Paradigms: Implications for Relationships to Land and Treaty Making». In:  Kerry Wilkins. Advancing Aboriginal Claims: Visions, Strategies, Directions. [S.l.: s.n.] pp. 26–38. ISBN 1895830249
- Little Bear, Leroy (2013). «An Elder Explains Indigenous Philosophy and Indigenous Sovereignty». Philosophy and Aboriginal Rights: Critical Dialogues: 6–18